# 乔家宅院
乔家宅院是一座清代古建筑，位于山西省晋中市太谷区明星镇城内上观巷2号。2009年8月19日乔家宅院被列为第二批56处太谷县文物保护单位之一